# Pasquale Maulini
Pasquale Maulini (Omegna, 1º dicembre 1925 – Omegna, 8 marzo 1991) è stato un politico e partigiano italiano, eletto nella IV e V legislatura alla Camera dei deputati.

## Biografia
Operaio in un laminatoio, partecipa alla Resistenza italiana come membro delle Brigate Garibaldi attive nella provincia del Verbano-Cusio-Ossola. Tra i principali promotori del Convitto Scuola della Rinascita, già presente nella Repubblica partigiana dell'Ossola, è stato maestro della scuola elementare di Omegna per oltre tre decenni.
Ha ricoperto la carica di sindaco della sua città natale per cinque mandati, dal 1951 al 1964 per tre di essi e dal 1970 al 1975 e nel successivo per quattro mesi.
Viene eletto alla Camera dei deputati alle elezioni politiche del 1963 nella circoscrizione Torino-Novara-Vercelli, venendo confermato anche a quelle del 1968. Conclude il mandato parlamentare nel 1972.
Muore l'8 marzo 1991, all'età di 65 anni.